# 大野村 (兵庫県)
大野村（おおのむら）は、兵庫県三原郡にあった村。現在の洲本市中心部の南西一帯（新村、池内、池田、前平、木戸、金屋、宇原、大野）にあたる。

## 地理
- 河川：洲本川、鮎屋川、樋戸野川

## 歴史
- 1889年（明治22年）4月1日 - 町村制の施行により、大野村・城戸村の区域をもって発足。
- 1933年（昭和8年）4月1日 - 津名郡洲本町に編入。同日大野村廃止。